# هنری پل ننوت
هنری پل ننوت (انگلیسی: Henri Paul Nénot; ۲۷ مهٔ ۱۸۵۳ – ۱۳ دسامبر ۱۹۳۴) معمار اهل فرانسه بود.
وی همچنین برندهٔ جوایزی همچون جایزه بزرگ رم شده‌است.